# Wiewiórowo (przystanek kolejowy)
Wiewiórowo – zlikwidowany przystanek kolei wąskotorowej (Koszalińska Kolej Wąskotorowa), w Wiewiórowie, w województwie zachodniopomorskim, w Polsce. Przystanek został zlikwidowany w 1945 roku.